# Cabañal-Cañamelar
Cabañal-Cañamelar (en valenciano y oficialmente El Cabanyal-El Canyamelar) es un barrio de la ciudad española de Valencia, perteneciente al distrito de Poblados Marítimos. Está situado al este de la ciudad y limita al norte con Malvarrosa, al este con el mar Mediterráneo, al sur con Grao y al oeste con Ayora, Illa Perduda y Beteró. Es un antiguo barrio marinero de la ciudad de Valencia, que entre 1837 y 1897 constituyó un municipio independiente llamado Pueblo Nuevo del Mar (El Poble Nou de la Mar en valenciano). Su peculiar trama en retícula deriva de las alineaciones de las antiguas barracas paralelas al mar. Pueblo principalmente de pescadores, pronto se convirtió en una zona de interés como lugar de turismo, descanso y ocio. Su población en 2024 era de 19.429 habitantes.

## Historia
El primer núcleo de población que surgió en la zona tiene sus orígenes en el siglo xiii y ligado íntimamente a su cercanía con el mar Mediterráneo.Creado como una pequeña agrupación de chozas y barracas a los lados de la acequia de los Ángeles, que había tomado su nombre de la pequeña ermita de Nuestra Señora de los Ángeles, situada donde se levanta actualmente la iglesia del mismo nombre. La agrupación de viviendas situadas al norte de la acequia tomó el nombre de Cap de França (Punta de Francia), mientras que la situada al sur, más populosa, tomó el nombre de Cabanyal (Cabañal). Ya a finales del siglo XVII el Cabañal se convirtió en un sitio popular para los valencianos que deseaban vivir entre la playa y la huerta, por lo que comenzaron a construir alquerías cerca de las cabañas. Un par de incendios, en especial el ocurrido en febrero de 1796,arrasaron casi totalmente la población a finales del siglo XVIII, por lo que se decretó que en adelante las casas se construyesen como las de la huerta, formando calles anchas y alineadas.
El Cañamelar, surgió aproximadamente por aquellas fechas, y parece que tomó su nombre del cultivo de la caña de azúcar (en valenciano canyamel), que se cultivó allí hasta mediados del siglo XVIII. Desde entonces el crecimiento ha sido continuo y simultáneo en los tres núcleos, que acabaron convirtiéndose en uno solo a mediados del siglo XIX.

### El Pueblo Nuevo del Mar

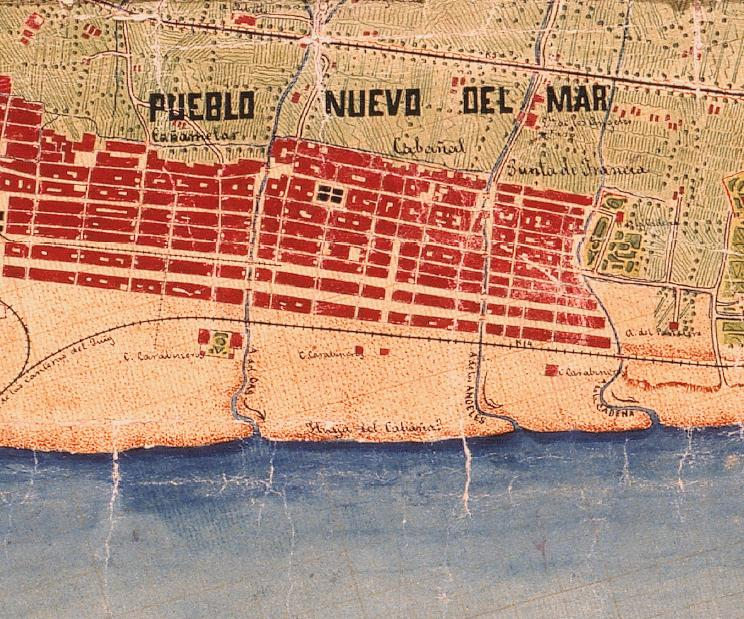
El Pueblo Nuevo del Mar en 1883. Aparece dividido en los tres barrios tradicionales de Cabañal, Cañamelar y Punta de Francia.

El Pueblo Nuevo del Mar se conformó como municipio independiente de Valencia en 1821. Fue un pueblo donde su principal actividad era la pesca, y sus límites comprendían al sur con Villanueva del Grao, al oeste con el Partido de Santo Tomás de Valencia, al norte con la acequia de la Cadena (actual Malvarrosa, Valencia) y al este con el mar Mediterráneo.
Estaba subdividido por tres secciones. El más próximo al Grao es el Cañamelar, que se extendía desde el Riuet hasta la acequia del Gas. El Cabañal se extendía a continuación desde la acequia del Gas hasta la acequia de los Ángeles y la Punta de Francia desde la de los Ángeles hasta la acequia de la Cadena. En el Diccionario de Madoz (1845-1850) aparece la siguiente descripción:

PUEBLO NUEVO DEL MAR: l[ugar] con ayunt[amiento] de la prov[incia] [...] de Valencia (1/2 leg[ua]); Sit[uado] al E. de esta c[iudad] en la playa del mar é izq[uierda] de la desembocadura del r[ío] Turoa [...] Tiene 1,200 casas y chozas, casa de ayunt[amiento], en cuyo piso bajo está la cárcel, 2 escuelas de niños [...] 4 de niñas [...] igl[esia] parr[oquial] (Ntra. Sra. del Rosario) aneja de la de Sto. Tomás de Valencia [...] sit[uada] en la parte de la pobl[ación] que antes se llamaba Cabañal, y un cementerio al O. del pueblo inmediato á la igl[esia]. Los vec[inos] se surten para sus usos de 2 fuentes, denominadas de Gas y de la Cadena, y de otra que existe inmediata al pueblo, cuyas aguas son de muy buena calidad. Carece de térm[ino] propio, y la jurisd[icción] de su ayunt[amiento] solo se estiende al cas[erío] del pueblo. El terreno de sus inmediaciones es arenisco; cruzan el pueblo algunas acequias de la que sirven para riego de la huerta de Valencia [...] Hay 2 caminos que dirigen á Valencia, uno por la huerta que se halla en estado regular, y el otro por el nuevo del Frao [sic], que es hermoso [...] No hay más ind[ustria] que la pesca, en la que se ocupan muchos de sus habitantes. Pobl[ación]: 765 vec[inos], 4,857 alm[as] [...]
Historia. Hasta principios de 1837 no tuvo tal denominacion este l[ugar], ni aun el carácter de pueblo; eran 2 barrios del part[ido] de Sto. Tomás de Valencia, conocidos con los nombres de Cabañal y Cañamelar [...]
Diccionario de Madoz

Sello municipal de Pueblo Nuevo del Mar, año 1868.

A partir de 1839, tres factores forman la fisonomía actual del barrio. Primera, la construcción de nuevos diques para el puerto significa la retirada del mar y crecimiento de la zona litoral. Por otra parte, el poblado, que poseía una administración independiente, está dispuesto a asumir nuevos planes edificativos. En tercer lugar, la desamortización supone la delimitación de los terrenos urbanizables y la propiedad del terreno. Los pobladores que más tarde ocuparán esta zona, tenían un nivel adquisitivo superior a los pescadores originarios. Estos serán pequeños propietarios, patrones, etc. Estas causas dieron lugar a la elaboración de un ambicioso plan urbanístico. Aunque en 20 años esta zona sufriría muchas modificaciones, motivadas sobre todo por la llegada del tren al Grao, y el consiguiente aumento de la demanda turística, generada por los burgueses que buscaban una segunda residencia.
El Pueblo Nuevo del Mar perdió su independencia, junto a la Villanueva del Grao, en 1897.

### ElsigloXX: la incorporación al municipio de Valencia

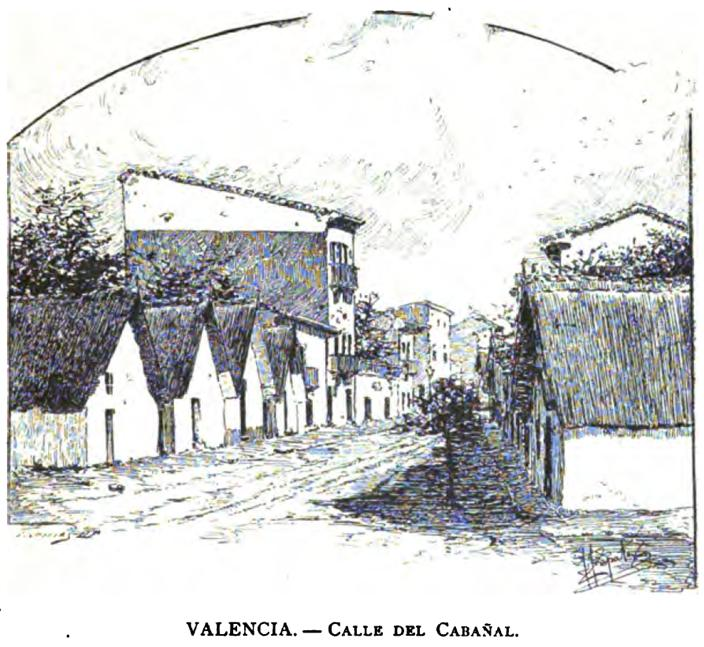
Calle del Cabañal alrededor de 1889.

La entrada en el siglo XX traería muchas novedades para el Pueblo Nuevo del Mar; la principal, la pérdida en 1897 de su independencia y la incorporación de su Ayuntamiento, a todos los efectos, al municipio de Valencia.
En 1900,el pintor Sorolla y el escultor Benlliure son declarados hijos predilectos de Valencia, y se rotulan con sus nombres la mitad de las calles de las Barcas y la Plaza de la Pelota. Son los días en los que en el Cabañal se produce la apertura del restaurado Teatro de la Marina, al cual se podía acudir en tranvía eléctrico, que el 23 de marzo de 1900 había sustituido al de vapor.
En 1909, mientras en Valencia se viven jornadas de exaltación regional, en Barcelona el malestar general explotó provocando la Semana trágica. El gobierno proclama el estado de guerra. En el Cabañal, para albergar a los heridos, se utiliza un edificio que parecía haber sido construido como hospital: la Lonja del pescado, que la Sociedad Marina Auxiliante está concluyendo en la playa de Levante.
En 1957 la riada de Valencia afecta considerablemente a los poblados marítimos, ya que las calles en dirección al mar parecen auténticos torrentes impetuosos. El agua cubría las plantas bajas de las casas del Cabañal, muchas eran de una sola altura.

### Los planes de prolongación del Paseo al Mar

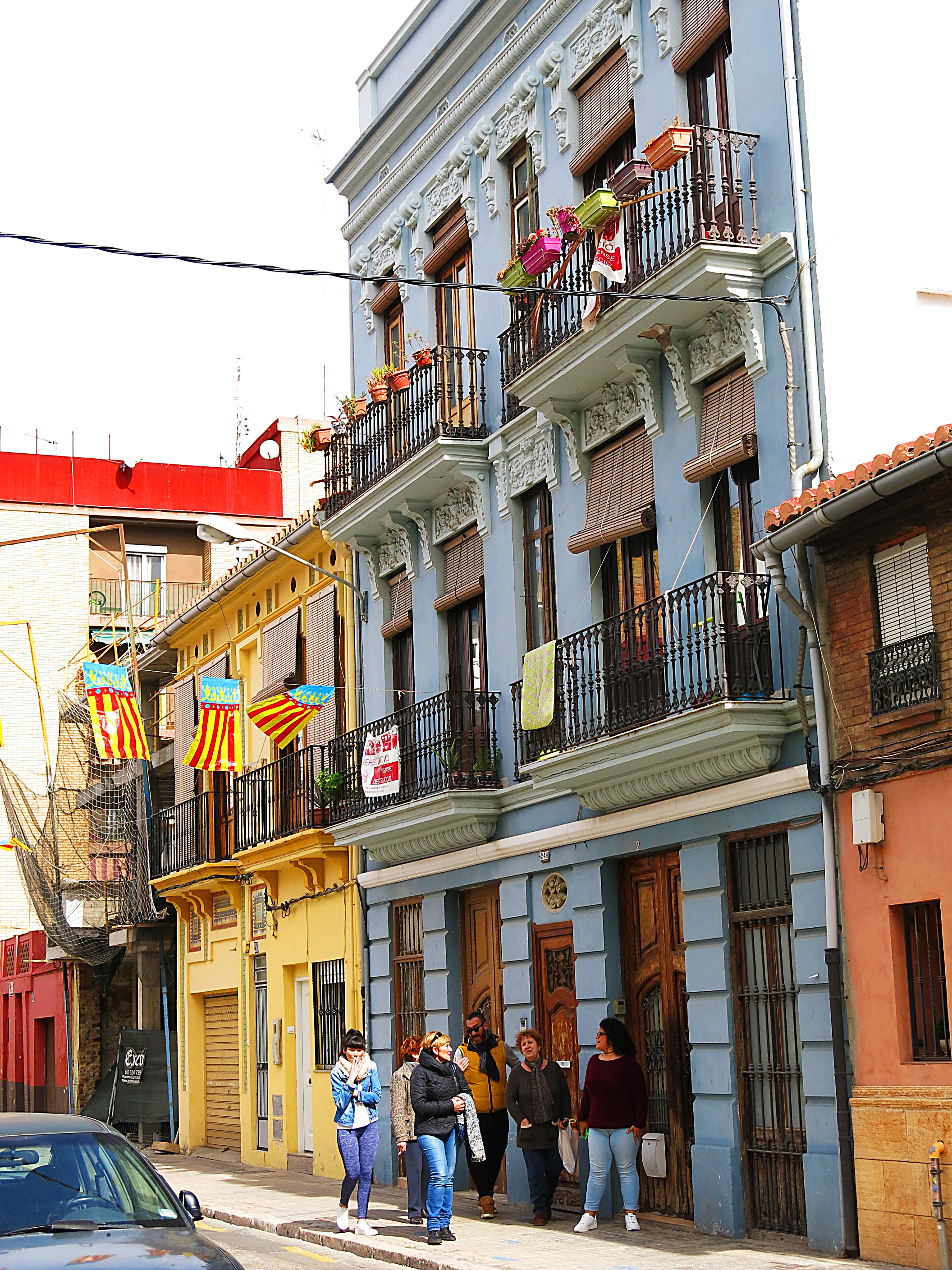
Edificios en la calle Padre Luis Navarro en Cabañal-Cañamelar.

La idea de Paseo al Mar (la actual avenida Blasco Ibáñez) ha limitado la vida del vecindario del Cabañal. Desde 1865 se planteó el proyecto por el ayuntamiento de Valencia. Aunque es en 1883 cuando se manifestó la creación de una nueva vía de comunicación que aproximara las playas a la burguesía valenciana establecida en la zona.
El trazado, que coincide con la actual avenida Blasco Ibáñez, se inspiraba en las ideas de la Ciudad Jardín, modelo urbanístico basado en grandes zonas verdes y con el objetivo del desarrollo social.Sin embargo, no explicaba la solución que se tomaría con el encuentro del Pueblo Nuevo del Mar, el cual todavía no se había incorporado a la capital valenciana. Un ejemplo de este es el plan que se crea el año 1899, de título "Paseo de Valencia al Cabañal".
El trazado rápidamente se modificaría una vez construidas las Facultades de Medicina y Ciencias. En 1931, el arquitecto municipal José Pedrós trató de adaptar la continuidad del paseo al ya municipio de Valencia, mediante un enlace en forma de herradura y un leve giro hacia el norte, amoldándose a la estructura del barrio. El proyecto solo se realizó en algunos tramos y tan solo el ensanche sobre la Calle Mediterráneo queda como recuerdo. Finalmente, el Colegio de Arquitectos en 1939 redactó un informe oponiéndose al proyecto, en el que se buscaba crear una avenida gran avenida que dividiera al Cabanyal.
En 1946 el PGOU (Plan general de ordenación urbana) de Valencia decidió mantener el proyecto de la ciudad jardín. El proyecto buscó su prolongación hacia el norte (haciéndola coincidir con Pintor Ferrandis). Este plan tuvo pocas repercusiones en la estructura del barrio.
En 1966 el Ayuntamiento presentó el que sería su más ambicioso proyecto hasta la fecha. El PGOU de 1966 proyectó para el Cabanyal una vía de 100 metros que incidía en el interior del barrio, para unir la playa con la autopista de Barcelona. Sin embargo, este plan fue modificado en los años posteriores y posee semejanzas con el trazado planteado en el  PEPRI (Plan Especial de Protección y Reforma Interior).
El 22 de febrero de 1978, la Dirección General de Patrimonio Artístico, Archivos y Museos del Ministerio de Cultura, decidió iniciar un expediente de declaración del Conjunto Histórico-Artístico que buscaba respaldar zonas de la ciudad, una de ellas era el Cabanyal. En enero de 1982 el Tribunal Supremo suspende la parte del proyecto que tenía como objetivo la vía de 100 metros. Esto significó nuevas esperanzas para la conservación del Cabañal.
El PGOU de 1988 (vigente actualmente)reconoce un valor histórico incuestionable para el barrio y se refiere a él como Conjunto Histórico Protegido. Además, tiene como objetivo la regeneración y revitalización del barrio. Expone cómo algunas de las soluciones propuestas con anterioridad eran incompatibles con esta nueva meta de protección.
En 1993, él núcleo original del Cabañal es declarado BIC (Bien de Interés Cultural). Esta declaración contó con un informe positivo de parte del Consejo Valenciano de Cultura, del Departamento de Historia del Arte de la Universidad de Valencia y de la Universidad Politécnica de Valencia.Ponía en relieve el tejido urbanístico derivado de la ordenación de las antiguas barracas.
Cuatro años más tarde, el 24 de octubre de 1997, durante el gobierno del Partido Popular en la Comunidad Valenciana (y que además obtuvo la mayoría absoluta en este barrio), la comisión de Gobierno del Ayuntamiento de Valencia (con alcaldía de Rita Barberà) decide la redacción de un Plan de Reforma Interior (PRI) del protegido Cabanyal-Canyamelar, impulsado por el Gobierno local y autonómico. En la fase de presentación de sugerencias, se presentaron 3.267 firmantes en contra del proyecto de prolongación de la avenida y solo 19 a favor.
La razón de este gran desacuerdo reside en uno de los planes promovidos por el PRI: la prolongación de la Avenida Blasco Ibáñez hasta el mar. Este suponía la destrucción de 1.651 viviendas y su cohesión social y urbana. Sin embargo, el Ayuntamiento anunció un año más tarde que elegía la opción de la prolongación y lo llamaría Plan Especial de Protección y Reforma Interior (PEPRI). El Plan de Protección, llegaba demasiado tarde para algunas viviendas, barracas y alquerías protegidas en el mismo plan.
A partir de ese momento, las asociaciones vecinales y plataformas que se oponían al plan se unieron para generar medidas legales que buscaban: la restauración del barrio y la paralización  del prolongamiento de la avenida. Esta batalla legal mantendría el plan detenido. No obstante, esto también generó que la degradación en las zonas afectadas no haya dejado de aumentar.

### Batalla legal por la conservación del barrio

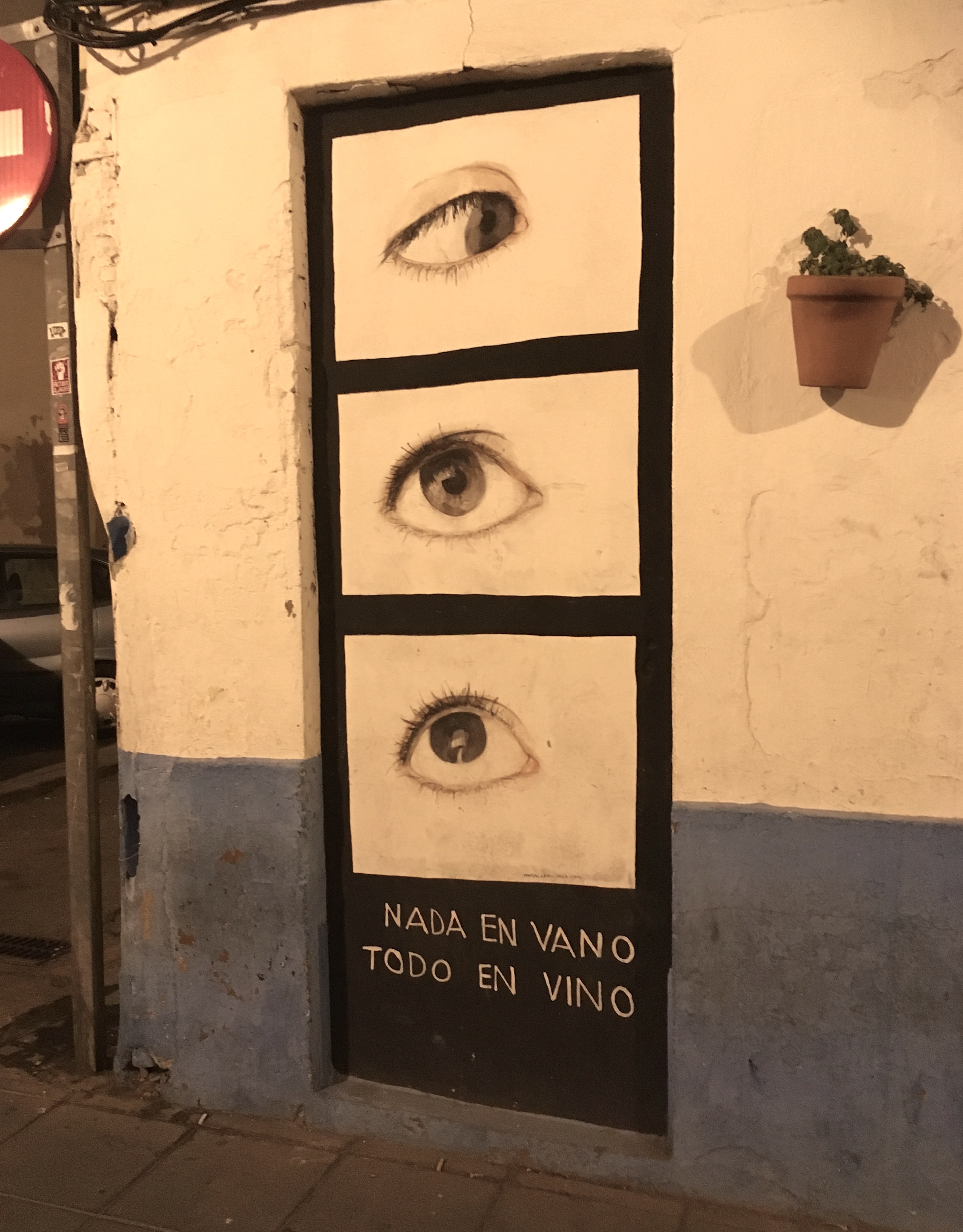
Grafiti en el barrio de Cabañal.

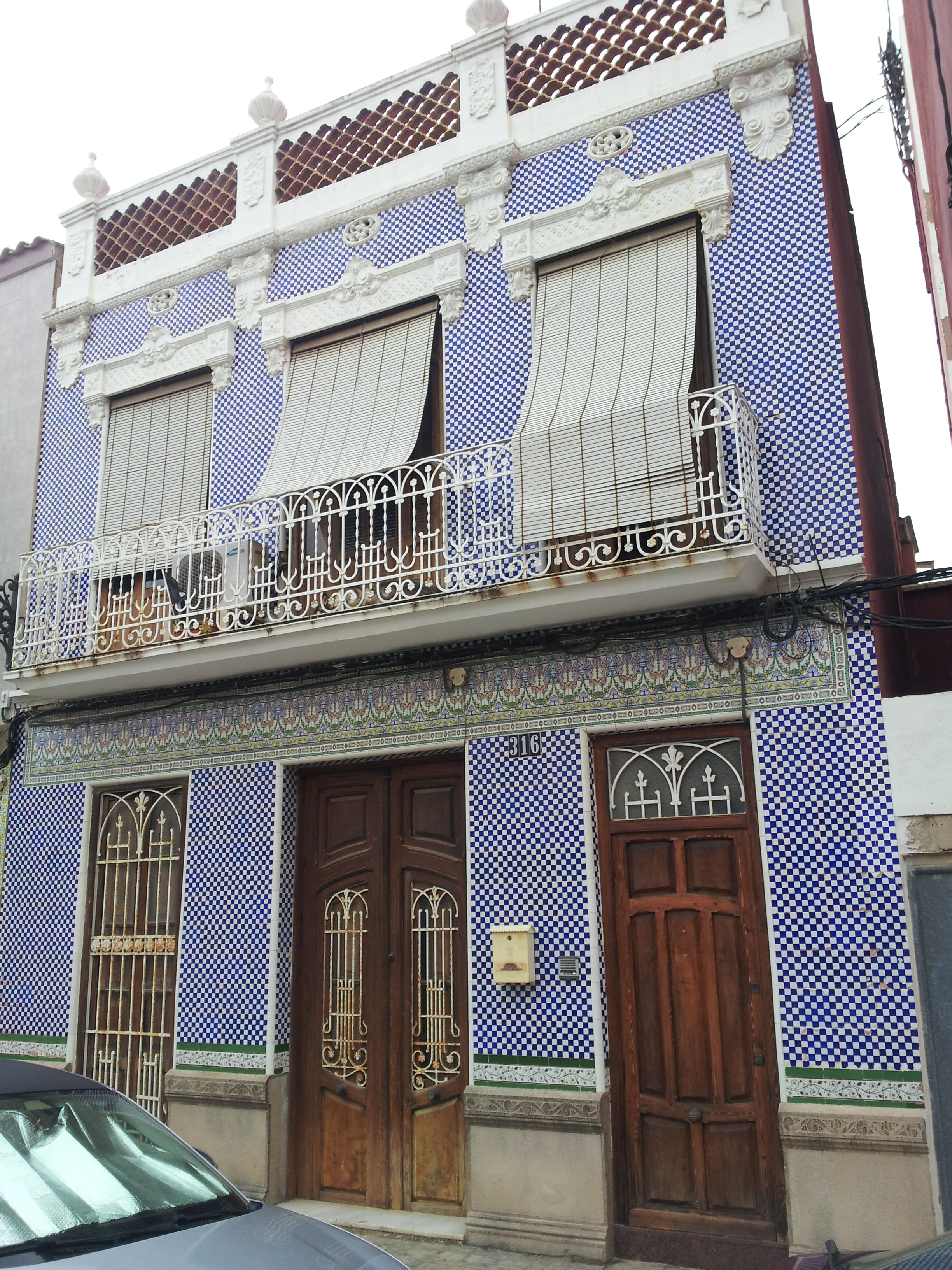
Casa en el Cabañal.

El 23 de septiembre de 1999, la representación legal de la Plataforma Salvemos el Cabañal solicitó al Ministerio de Cultura la adopción de medidas que evitaran el expolio que, a su juicio, supondría la ejecución del Plan Especial de Protección y Reforma Interior del Cabañal-Cañamelar (PEPRI), de conformidad con la Orden del Ministerio de Cultura de 2009 y de acuerdo con la Ley de la Generalitat de Ordenación del Territorio, Urbanismo y Paisaje de la Comunitat Valenciana.
El 29 de enero de 2001, el subdirector General de Protección del Patrimonio Histórico, tras la tramitación correspondiente, comunicó a la entidad denunciante que el PEPRI era competencia exclusiva de la administración local y autonómica y que no cabía esperar tutela superior por parte del Estado. Contra esta decisión se interpuso recurso ante la sala del Tribunal Superior de Justicia de Madrid en el 2001. Este recurso fue admitido y se dictó sentencia el 27 de septiembre de 2004. Siendo la protección del Patrimonio Histórico Español competencia exclusiva del Estado, se instaba a que se dictara resolución acerca de la cuestión de expolio.
En otra línea judicial, las reiteradas denuncias del PEPRI fueron resueltas por el Tribunal Superior de Justicia de la Comunidad Valenciana en favor de las tesis del Ayuntamiento. Frente a ellas, se interpuso recurso de casación ante el Tribunal Supremo, donde se planteaba que el PEPRI suponía expolio, y que dicha cuestión aún no había sido resuelta. El Tribunal Supremo, sin embargo, desestimó el recurso en la sentencia de 12 de marzo de 2008, reiterada en la sentencia de 16 de diciembre, declarando que no existía constancia de que se hubiera promovido ninguna actuación referida al expolio.
A su vez, contra la sentencia del TSJ de Madrid de 2004, el Ministerio de Cultura y la Generalitat Valenciana interpusieron recurso ante el Tribunal Supremo. Y este tuvo que resolver el procedimiento cuya existencia había obviado el año anterior. La propia sentencia reconoce el error en su redacción:

Ahora sabemos que existió la denuncia por expoliación y que ello dio lugar a un procedimiento independiente en el que la Administración del Estado dictó la resolución.

Dicha sentencia, de 25 de mayo de 2009, confirmaba la obligación del Ministerio de Cultura de resolver la cuestión, basándose en informes técnicos de instituciones consultivas. Tras recibir y estudiar estos informes, el Ministerio de Cultura emitió orden publicada el 4 de enero de 2010, donde se concluye que el PEPRI constituye expolio del conjunto Histórico del Cabanyal, resaltando los siguientes motivos:
- El PEPRI no tiene en consideración los valores histórico artísticos que motivaron su protección. Especialmente, altera la peculiar trama en retícula, objeto de protección.
- El Ayuntamiento adoptó esta solución sin el debido estudio de otras alternativas y sin motivar la elección definitiva.
- Que el PEPRI no contribuye especialmente a la mejor conservación del entorno y que sólo tiene como fin conectar la avenida con el mar.
- El PEPRI comporta el derribo de bienes de gran valor histórico-artístico.[31]

La orden declara la obligación de suspender de forma inmediata la ejecución del PEPRI (necesaria para garantizar la protección del interés público en juego) en tanto en cuanto dicho Plan no se adapte. Como respuesta a esta orden, el Gobierno valenciano reaccionó con un decreto-ley, que pretendía dejar sin efectos la declaración de BIC que protegía el barrio desde 1993, en todos aquellos aspectos que pudieran oponerse al citado decreto-ley. La Ley de Patrimonio Cultural Valenciano, sin embargo, exige que la desprotección de un BIC se trámite por el mismo procedimiento que su protección. El decreto-ley fue recurrido por la abogacía del Estado ante el Tribunal Constitucional, que destaca muchas contradicciones en el documento.
Paralizado el PEPRI al admitirse a trámite el recurso, la Generalitat Valenciana decidió derogar el decreto-ley para aprobar una ley (2/2010) con idénticos fines y argumentos: que el PEPRI no puede suponer expolio, dado que el nivel de protección del Cabanyal es asunto exclusivo de la administración local y que la actuación del gobierno central invade sus competencias.«El ministerio requiere a la Generalitat Valenciana para que suspenda de manera inmediata todas las actuaciones administrativas relacionados con el PEPRI», explicaba el comunicado del Gobierno ante la resolución. Un nuevo recurso de inconstitucionalidad, aprobado por Consejo de Ministros, presentado ante el Tribunal Constitucional y admitido a trámite por el mismo, paralizó definitivamente el PEPRI.
Finalmente, La Comisión de Urbanismo aprobó el Plan Especial del Cabanyal-Canyamelar (PEC) en fecha 24 de mayo de 2023.Su objetivo principal se basaba la regulación del ordenamiento urbanística y la rehabilitación de zonas del barrio que busque recuperar el tejido residencial del área.

## Patrimonio

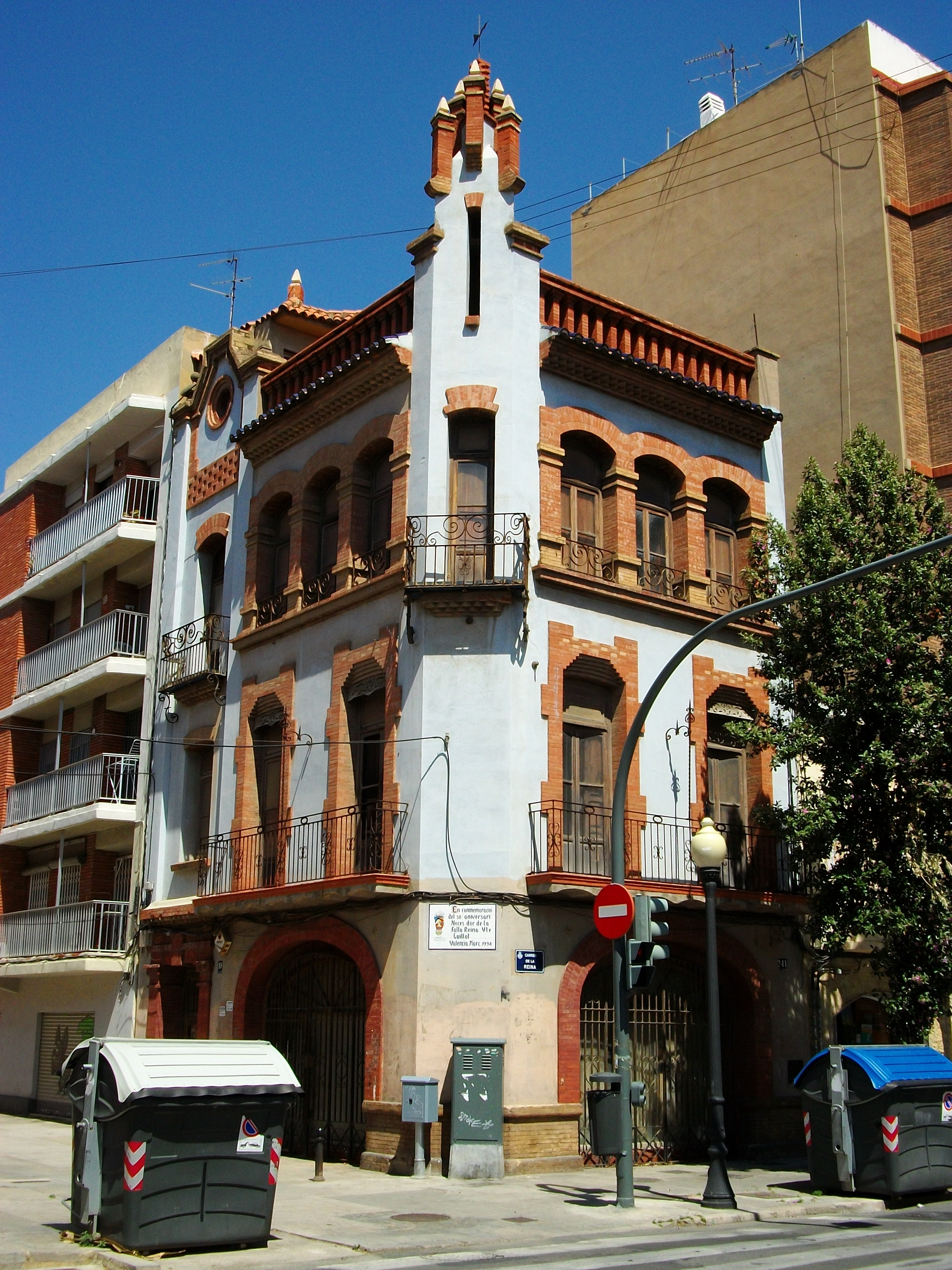
Casa en la esquina entre las calles de la Reina y de Vicent Guillot.

El núcleo del Cabañal-Cañamelar fue declarado BIC (Bien de Interés Cultural) el 5 de mayo de 1993 por la Generalitat Valenciana a iniciativa del grupo parlamentario de Esquerra Unida del País Valencià (EU-PV) entonces gobernada por el Partido Socialista del País Valencià (PSOE-PSPV). En el decreto se incide en la peculiaridad de la trama urbana del barrio, en las que se desarrolla una arquitectura popular de clara raigambre eclecticista.
La etiqueta de Bien de Interés Cultural no impidió el intento de implantación del PEPRI. Que, después de la paralización del plan, convirtió al barrio en “patrimonio cultural de la humanidad amenazado” que necesita protección.Por otra parte, la declaración BIC también sirvió como excusa para no conceder licencias de obra durante 16 años que supuso deficiencias ornamentales y de salubridad en algunas viviendas. Esto llevó a la erosión de la cohesión propia que mantenía el barrio, y su arquitectura. Aunque a partir de 2015 se volvieran a ofrecer licencias de construcción, el barrio del Cabanyal sigue sufriendo una gran falta de reparación del interior de algunos edificios y de su entorno.
Una de las muestras de este deterioro de la capa social es la división entre población romaní y población paya en la zona. Esta deja fuera del marco social y del tejido colectivo a la comunidad gitana.

## Cultura

### La Semana Santa Marinera
La actividad tradicional por antonomasia en el Cabañal es la celebración de la Semana Santa Marinera, los orígenes de la cual se remontan al siglo XV, cuando se crea una agrupación llamada la Concordia de los disciplinados (Concòrdia dels Disciplinats), de la cual fue prior san Vicente Ferrer. A partir de aquí no se tiene ningún tipo de archivo, porque los archivos parroquiales y los del mismo arzobispado fueron destruidos durante la Guerra Civil. Por tanto, ha sido preciso reconstruir los hechos basándose en fragmentos dispersos que han ido recomponiendo la historia de la Semana Santa Marinera.
Así pues, entramos en el siglo XX con una fisonomía muy peculiar de la Semana Santa Marinera. Había en las tres parroquias corporaciones de Sajos que rinden culto a Jesús Nazareno con la cruz al hombro; corporaciones de Granaderos dedicados al culto de la Santísima Virgen, bien en su evocación de los Dolores, bien en la de la Soledad; y las cofradías de Penitentes, en Valencia llamadas de "Vestes" en alusión al capirote tradicional que llevan en Semana Santa. Existen de estas últimas la Confradía del Santísimo Cristo del Salvador en los Ángeles, la Confradía del Santísimo Cristo del Buen Acierto (en valenciano, Santíssim Crist del bon Encert) en el Roser y la Confradía del Santísimo Cristo de la Concordia en Santa María.
La renovación de todo esto se produce en la década de los veinte de 1900. Un grupo de devotos crea en 1924 la Hermandad de la Santa Faz (Germandat de la Santa Faç) en la Parroquia de la Nuestra Señora del Rosario (Mare de Déu del Roser), y a ellos corresponde el mito de haber introducido un nuevo elemento de culto, rompiendo con la uniformidad de las imágenes, porque, al Nazareno (Natzaré), a Cristo y a la Dolorosa, añadió el grupo del Paso de la Verónica, que constaba de cinco figuras, rompiendo con la trilogía tradicional. Por otro lado modificó el vestuario, dotándolo de telas más ricas que, a poco a poco, fue asumiendo el resto; en tercer lugar, acabó con la concepción de Semana Santa Marinera integrada por Granaderos, Sayones y Vestas, dando paso a una etapa de creación de nueve hermandades que transformará el panorama de les procesiones.
En 1944, se realiza la consolidación de este tipo de procesiones. En el caso de La Marinera, la comitiva de la Semana Santa que venía desde el Cabañal hasta el Grau llegaba hasta la parte de detrás de Santa María del Mar por la calle del Cristo del Grau y se disolvía en esa zona al lado de la iglesia, en la avenida del Puerto.
Después de 40 años, sólo se volvieron a procesionar las antiguas hermandades de nuestro Padre Jesús Nazareno,  la Pontificia y Real Hermandad del Cristo de la Concordia (en valenciano, la Pontifícia i Reial Germandat del Crist de la Concòrdia) y los Granaderos de Santa María del Mar, en la cual se añadió una nueva hermandad: la de Jesús de Medinaceli.